# Schloss Kalteneck
Das Schloss Kalteneck ist ein kleiner Schlossbau am östlichen Rand der Gemeinde Schwenningen im schwäbischen Landkreis Dillingen an der Donau. Der Name wurde erstmals 1425 als „Kaltenegk“ urkundlich genannt und verweist wohl auf die Ostwinde, die zur Winterzeit kalt um’s Eck pfiffen.

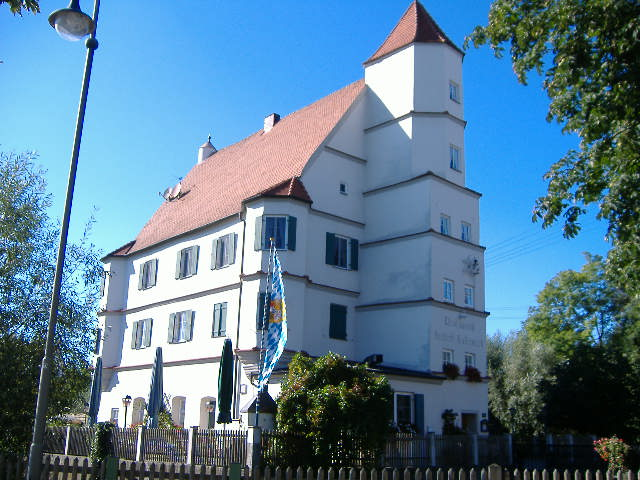
Südwestfront des Schlosses

 Schloss und umgebender Wassergraben sind als Baudenkmal in der Bayerischen Denkmalliste unter Nummer D-7-73-164-5 eingetragen.
Darüber hinaus ist Das Wasserschloss samt beidseitigem Ufer ist als eingetragenes Naturdenkmal bei der Unteren Naturschutzbehörde am Landratsamt Dillingen an der Donau gelistet (033-ND).

## Geschichte
Das Wasserschloss wurde um 1570 erbaut. Bauherr war der Ritter Kaspar Schenk zum Schenkenstein, der die Ortsherrschaft über Bissingen im Kesseltal besaß. Das Gebäude auf einer Insel inmitten eines Quellweihers ruht auf einem Fundament aus Eichenstämmen, die in den Kiesgrund des Teiches gerammt wurden. Im Laufe der Jahre hatte das Schloss viele Besitzerwechsel. Schlossherren waren unter anderem Georg Wilhelm von Gundelsheim, Johann Zöschlin, Hans Ernst von Taufkirchen, Hans Erhard von Erolzheim, Karl Albrecht von Becaria, Scipio von Valaise und Felix Joseph von Müller. Sie veränderten das Schloss durch Umbauten, die immer mehr zum Verlust der architektonischen Renaissanceform führten.

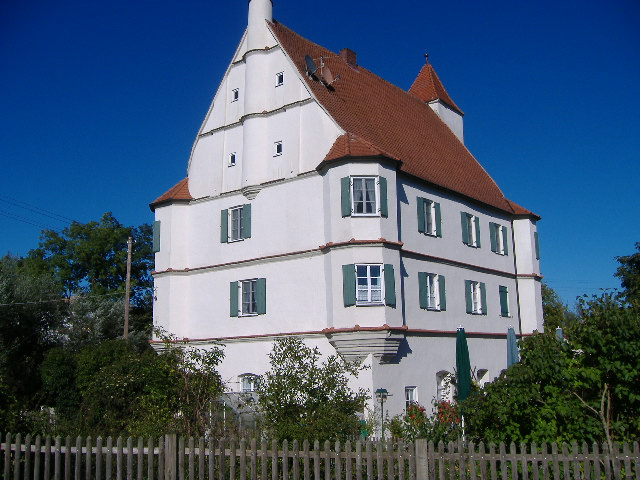
Nordwestfront des Schlosses

1830 wurde im Schloss Kalteneck erstmals eine Gastwirtschaft eröffnet. Dort schenkte man einheimisches Bier aus der benachbarten Schlossbrauerei aus, die der damalige Eigentümer Freiherr Franz Xaver von Linder erbauen ließ. Der Gesamtbesitz ging bald durch Erbschaft an einen Braumeister aus Gundelfingen an der Donau über, der gegen Ende des 19. Jahrhunderts das Areal an einen Braumeister aus Bergheim in der Nähe von Dillingen an der Donau veräußerte. Dessen Nachkommen sind noch die Besitzer des Schlosses. Die Schlossbrauerei stellte ihren Betrieb 1982 ein.

## Baubeschreibung
Das dreigeschossige Gebäude aus der Zeit der Renaissance besitzt ein Satteldach und zwei Eckerker am Westgiebel sowie einen an der Südostecke, alle ab dem ersten Geschoss bis über Dach gehend. Das Gebäude ist umlaufend von Geschoss- und Traufgesimsen umgeben,  der Westgiebel wurde mittig mit einem halbrund vorgesetzten und weit über First hinausreichenden Nischenturm gegliedert. Der halbrunde Vorbau wird beidseits in den beiden Dachgeschossen flankiert von kleinen Fenstern, diese flankieren kräftige gemauerte und verputzte Lisenen, die bündig in die einfachen Ortganggesimse einlaufen. Das Schloss ist von einem Wassergraben umgeben, dieser ist mit beiden Ufern und dem Gebäude als Naturdenkmal eingetragen. Zum Gebäude führt eine hölzerne Brücke über den Graben. An der Ostseite steht als Giebelanbau mittig ein quadratischer, sechsgeschossiger Treppenturm, in den beiden Obergeschossen über die Außenecken auf Achteck gefast und mit sechsflächigem Pyramidendach geschlossen (nach Osten besteht entsprechend dem Turmbau eine dreigeteilte Dachfläche).